# فهرست مشترک

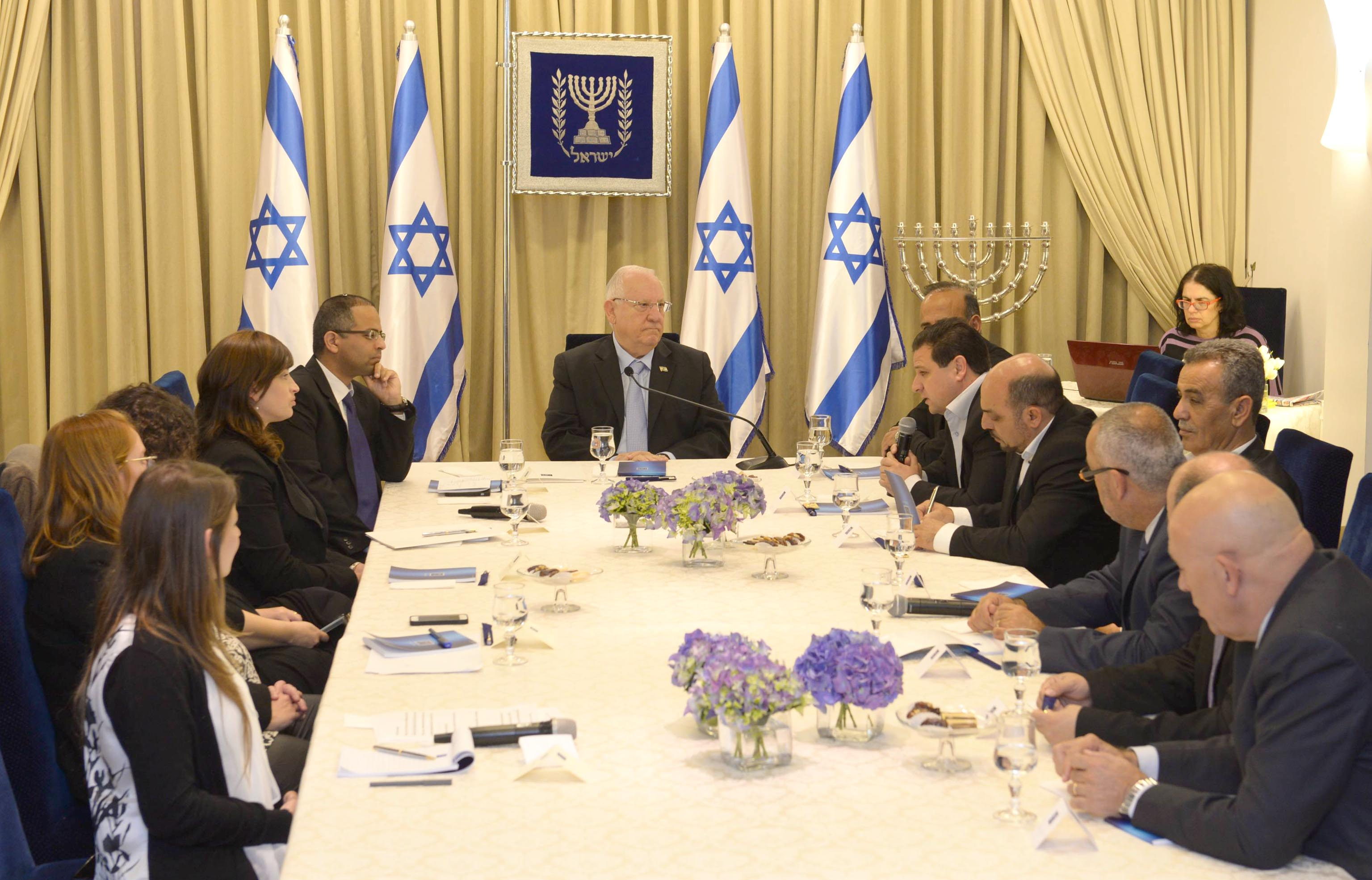
جلسه مشترک بین رئیس ریفلین، بعد از انتخابات در سال ۲۰۱۵

حزب فهرست مشترک (عربی: القائمة المشتركة، عبری: הָרְשִׁימָה הַמְּשֻׁתֶּפֶת, HaReshima HaMeshutefet) ائتلاف چهار حزب قدرتمند عرب هَدَش، بَلاد، فهرست اعراب متحد و تَعال در اسرائیل است.

## تاریخچه
این حزب در سال ۲۰۱۵ میلادی و در پاسخ به نیاز نیرویی جدید برای اعراب در انتخابات ۲۰۱۵ و توسط أیمن عوده سیاستمدار عرب-اسرائیلی تأسیس شد.